# Psi (cirillico)
La Ѱ (minuscola è ѱ), chiamata psi, è una lettera dell'alfabeto cirillico arcaico presa dall'alfabeto greco, compreso il nome (vedi lettera greca psi "Ψ", "ψ"). Venne usata in russo fino al 1708. 
La Ѱ rappresenta il suono composto /ps/.